# 佐藤寿治
佐藤 寿治（さとう としはる、1969年3月19日 - ）は、大阪府出身の元体操選手。1988年ソウルオリンピック体操男子団体銅メダリスト。日本大学卒業。

## 主な戦績
- 1988年ソウルオリンピック団体総合銅メダル
- 1988年全日本選手権 個人総合優勝
- 1989年NHK杯個人総合 優勝
- 1989年シュツットガルト世界選手権（西ドイツ）団体総合4位
- 1989年全日本選手権 個人総合優勝
- 1992年バルセロナオリンピック（補欠）
- 1994年ドルトムント世界選手権（ドイツ）団体総合6位
- 1995年鯖江世界体操選手権団体総合2位
- 1996年アトランタオリンピック団体総合10位